# Animals Are Beautiful People
Animals Are Beautiful People is een Zuid-Afrikaanse natuur-documentaire uit 1974. In deze door Jamie Uys geregisseerde en geproduceerde film wordt het leven in de Kalahari-woestijn van zuidelijk Afrika gevolgd. Een beroemde scène uit de film is die van dieren die dronken worden als gevolg van het eten van rottend fruit.
De film won in 1975 een Golden Globe voor beste documentaire en werd genomineerd voor een Eddie.